# Volta a Castela e Leão de 2009
A XXIV Volta a Castela e Leão de 2009 foi a 24.ª edição da esta carreira ciclista que decorreu por Castela e Leão. Disputou-se entre o 23 a 27 de março, entre Paredes de Nava a Valladolid. A corrida foi vencida por Levi Leipheimer.

## Etapas
| Etapa | Data        | Cidades Etapas                                      | Distância     | Vencedor           | Líder           |
| ----- | ----------- | --------------------------------------------------- | ------------- | ------------------ | --------------- |
| 1.ª   | 23 de março | Paredes de Nava - Baltanás                          | 168,3 km      | Joaquín Sobrino    | Joaquín Sobrino |
| 2.º   | 24 de março | Palencia - Palencia                                 | 28,2 km (CLM) | Levi Leipheimer    | Levi Leipheimer |
| 3.º   | 25 de março | Sahagún - Estação de esqui de San Isidro [es]       | 156,9 km      | Alejandro Valverde | Levi Leipheimer |
| 4.º   | 26 de março | Santa María del Páramo - Lagoa dos Peixes (Galende) | 145,4 km      | Juan José Cobo     | Levi Leipheimer |
| 5.º   | 27 de março | Benavente - Valladolid                              | 152,5 km      | Alejandro Valverde | Levi Leipheimer |

### 1.ª etapa
A etapa desenvolve-se entre Paredes de Nava e Baltanás, e é longa de 168,3 km.
|   | Ciclista               | País     | Equipa                    | Tempo           |
| - | ---------------------- | -------- | ------------------------- | --------------- |
| 1 | Joaquín Sobrino        | Espanha  | Burgos BH-Castilla e León | 4 h 31 min 53 s |
| 2 | David Vitoria          | Suíça    | Rock Racing               | m.t.            |
| 3 | José Joaquín Rojas     | Espanha  | Caisse d'Epargne          | m.t.            |
| 4 | Rubén Pérez            | Espanha  | Euskaltel-Euskadi         | m.t.            |
| 5 | Manuel António Cardoso | Portugal | Liberty Seguros           | m.t.            |

|   | Ciclista               | País     | Equipa                    | Tempo           |
| - | ---------------------- | -------- | ------------------------- | --------------- |
| 1 | Joaquín Sobrino        | Espanha  | Burgos BH-Castilla e León | 4 h 31 min 53 s |
| 2 | David Vitoria          | Suíça    | Rock Racing               | m.t.            |
| 3 | José Joaquín Rojas     | Espanha  | Caisse d'Epargne          | m.t.            |
| 4 | Rubén Pérez            | Espanha  | Euskaltel-Euskadi         | m.t.            |
| 5 | Manuel António Cardoso | Portugal | Liberty Seguros           | m.t.            |

### 2. ª etapa

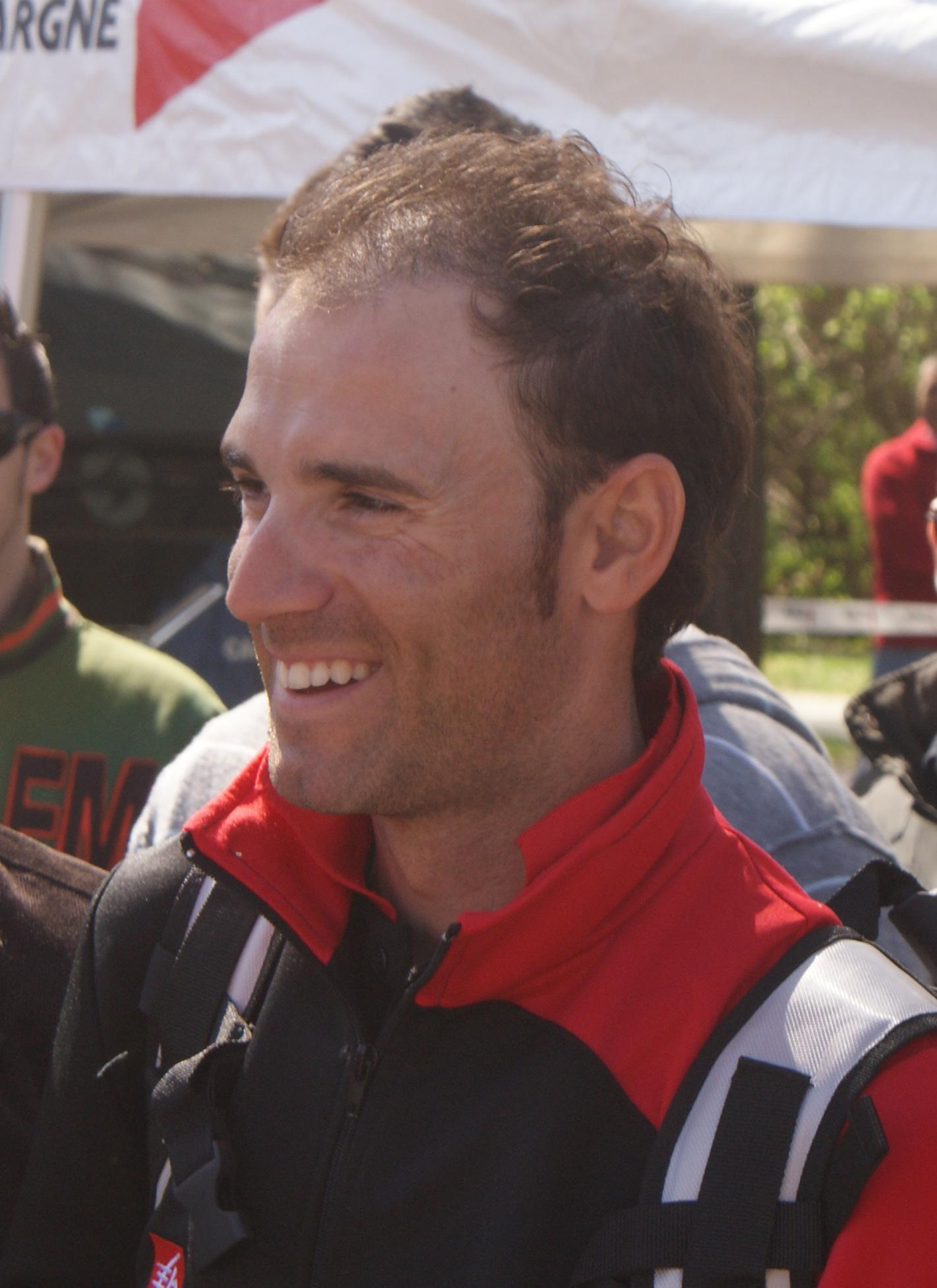
Alejandro Valverde a Palencia.

A etapa é uma contrarrelógio em torno de Palencia, com uma longitude de 28,2 km. Está conseguida por Levi Leipheimer que toma por ali inclusive o maillot de líder.
|   | Ciclista         | País           | Equipa            | Tempo       |
| - | ---------------- | -------------- | ----------------- | ----------- |
| 1 | Levi Leipheimer  | Estados Unidos | Astana Pro Team   | 33 min 17 s |
| 2 | Alberto Contador | Espanha        | Astana Pro Team   | + 16 s      |
| 3 | David Zabriskie  | Estados Unidos | Garmin-Slipstream | + 22 s      |
| 4 | Stef Clement     | Países Baixos  | Rabobank          | + 49 s      |
| 5 | Denis Menchov    | Rússia         | Rabobank          | + 55 s      |

|   | Ciclista         | País           | Equipa            | Tempo          |
| - | ---------------- | -------------- | ----------------- | -------------- |
| 1 | Levi Leipheimer  | Estados Unidos | Astana Pro Team   | 5 h 5 min 10 s |
| 2 | Alberto Contador | Espanha        | Astana Pro Team   | + 16 s         |
| 3 | David Zabriskie  | Estados Unidos | Garmin-Slipstream | + 22 s         |
| 4 | Stef Clement     | Países Baixos  | Rabobank          | + 49 s         |
| 5 | Denis Menchov    | Rússia         | Rabobank          | + 55 s         |

### 3. ª etapa
A etapa desenvolve-se entre Sahagún e a temporada de esqui de San Isidro, e é longa de 156,9 km. É Alejandro Valverde que triunfa.
|   | Ciclista             | País    | Equipa            | Tempo           |
| - | -------------------- | ------- | ----------------- | --------------- |
| 1 | Alejandro Valverde   | Espanha | Caisse d'Epargne  | 3 h 28 min 16 s |
| 2 | Rubén Plaza          | Espanha | Liberty Seguros   | m.t.            |
| 3 | Javier Moreno        | Espanha | Andalucía-Cajasur | m.t.            |
| 4 | José Alberto Benítez | Espanha | Fuji-Servetto     | m.t.            |
| 5 | Rubén Pérez          | Espanha | Euskaltel-Euskadi | m.t.            |

|   | Ciclista         | País           | Equipa            | Tempo           |
| - | ---------------- | -------------- | ----------------- | --------------- |
| 1 | Levi Leipheimer  | Estados Unidos | Astana Pro Team   | 8 h 33 min 26 s |
| 2 | Alberto Contador | Espanha        | Astana Pro Team   | + 16 s          |
| 3 | David Zabriskie  | Estados Unidos | Garmin-Slipstream | + 22 s          |
| 4 | Stef Clement     | Países Baixos  | Rabobank          | + 49 s          |
| 5 | Denis Menchov    | Rússia         | Rabobank          | + 55 s          |

### 4. ª etapa
A etapa desenvolve-se entre Santa María del Páramo e a lagoa dos Peixes a Galende, e é longa de 145,4 km. O Espanhol Juan José Cobo é vitorioso à chegada.
|   | Ciclista           | País    | Equipa            | Tempo          |
| - | ------------------ | ------- | ----------------- | -------------- |
| 1 | Juan José Cobo     | Espanha | Fuji-Servetto     | 3 h 42 min 3 s |
| 2 | Denis Menchov      | Rússia  | Rabobank          | + 8 s          |
| 3 | Javier Moreno      | Espanha | Andalucía-Cajasur | + 9 s          |
| 4 | Alejandro Valverde | Espanha | Caisse d'Epargne  | m.t.           |
| 5 | Philip Deignan     | Irlanda | Cervélo TestTeam  | m.t.           |

|   | Ciclista         | País           | Equipa            | Tempo            |
| - | ---------------- | -------------- | ----------------- | ---------------- |
| 1 | Levi Leipheimer  | Estados Unidos | Astana Pro Team   | 12 h 15 min 38 s |
| 2 | Alberto Contador | Espanha        | Astana Pro Team   | + 16 s           |
| 3 | David Zabriskie  | Estados Unidos | Garmin-Slipstream | + 22 s           |
| 4 | Stef Clement     | Países Baixos  | Rabobank          | + 49 s           |
| 5 | Denis Menchov    | Rússia         | Rabobank          | + 54 s           |

### 5. ª etapa
A etapa desenvolve-se entre Benavente e Valladolid, e é longa de 152,5 km. Trata-se da segunda vitória de Alejandro Valverde após a terceira etapa, e Levi Leipheimer consegue a classificação geral final.
|   | Ciclista           | País    | Equipa            | Tempo           |
| - | ------------------ | ------- | ----------------- | --------------- |
| 1 | Alejandro Valverde | Espanha | Caisse d'Epargne  | 3 h 17 min 46 s |
| 2 | José Joaquín Rojas | Espanha | Caisse d'Epargne  | m.t.            |
| 3 | Pablo Urtasun      | Espanha | Euskaltel-Euskadi | m.t.            |
| 4 | Ricardo Serrano    | Espanha | Fuji-Servetto     | + 2 s           |
| 5 | Igor Abakoumov     | Bélgica | ISD-Neri          | m.t.            |

|   | Ciclista         | País           | Equipa            | Tempo            |
| - | ---------------- | -------------- | ----------------- | ---------------- |
| 1 | Levi Leipheimer  | Estados Unidos | Astana Pro Team   | 15 h 33 min 26 s |
| 2 | Alberto Contador | Espanha        | Astana Pro Team   | + 16 s           |
| 3 | David Zabriskie  | Estados Unidos | Garmin-Slipstream | + 22 s           |
| 4 | Stef Clement     | Países Baixos  | Rabobank          | + 49 s           |
| 5 | Denis Menchov    | Rússia         | Rabobank          | + 1 min 07 s     |

## Classificações finals

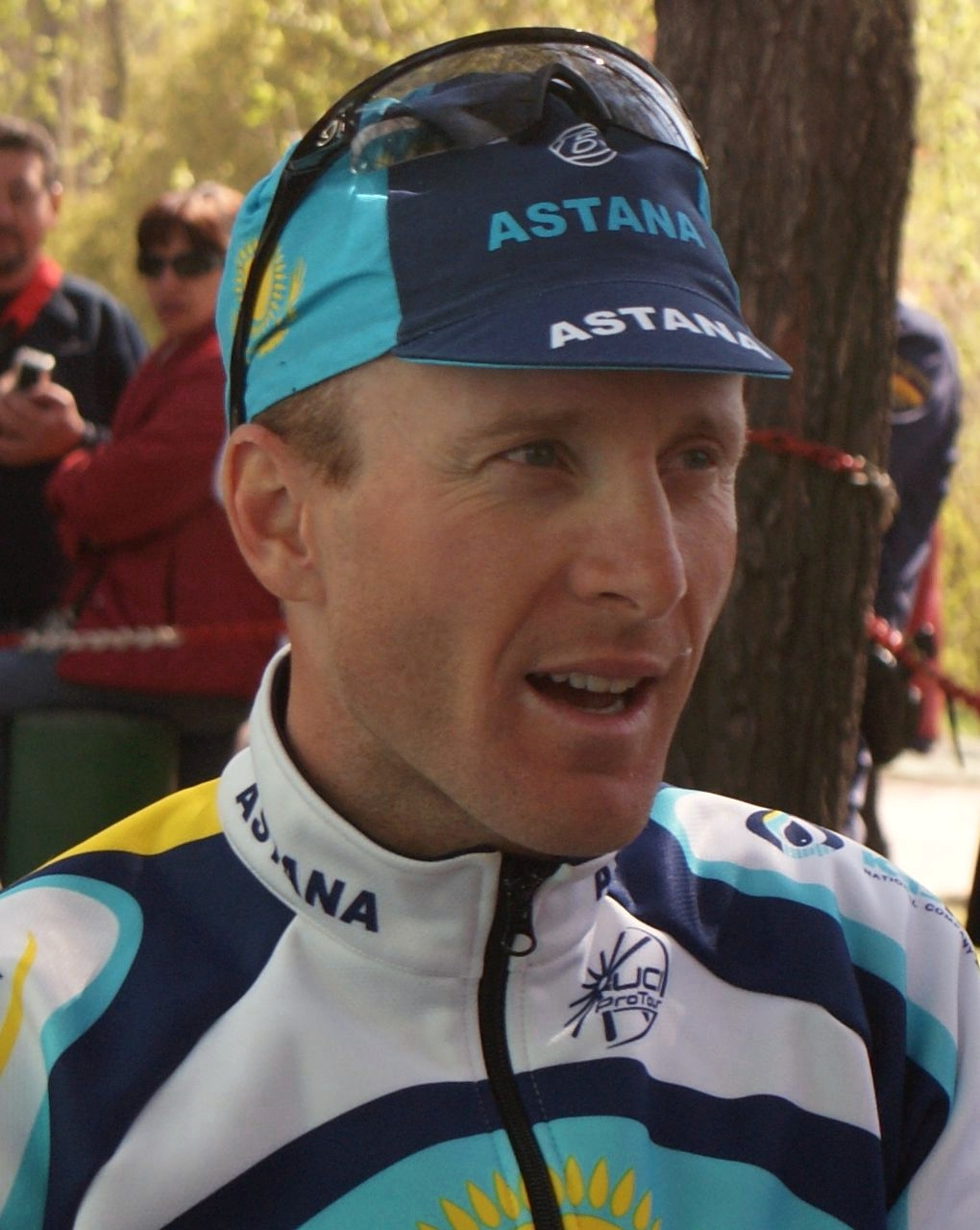
Levi Leipheimer a Palencia após sua vitória de etapa.

|   | Corredor         | País           | Equipa            | Tempo            |
| - | ---------------- | -------------- | ----------------- | ---------------- |
| 1 | Levi Leipheimer  | Estados Unidos | Astana Pro Team   | 15 h 33 min 26 s |
| 2 | Alberto Contador | Espanha        | Astana Pro Team   | + 16 s           |
| 3 | David Zabriskie  | Estados Unidos | Garmin-Slipstream | + 22 s           |
| 4 | Stef Clement     | Países Baixos  | Rabobank          | + 49 s           |
| 5 | Denis Menchov    | Rússia         | Rabobank          | + 1 min 07 s     |

|   | Corredor           | País           | Equipa           | Pontos |
| - | ------------------ | -------------- | ---------------- | ------ |
| 1 | Alejandro Valverde | Espanha        | Caisse d'Epargne | 64     |
| 2 | José Joaquín Rojas | Espanha        | Caisse d'Epargne | 43     |
| 3 | Alberto Contador   | Espanha        | Astana Pro Team  | 38     |
| 4 | Denis Menchov      | Rússia         | Rabobank         | 36     |
| 5 | Levi Leipheimer    | Estados Unidos | Astana Pro Team  | 33     |

|   | Corredor           | País    | Equipa            | Pontos |
| - | ------------------ | ------- | ----------------- | ------ |
| 1 | Alejandro Valverde | Espanha | Caisse d'Epargne  | 20     |
| 2 | Juan José Cobo     | Espanha | Fuji-Servetto     | 10     |
| 3 | Javier Moreno      | Espanha | Andalucía-Cajasur | 9      |
| 4 | Denis Menchov      | Rússia  | Rabobank          | 8      |
| 5 | Xavier Tondo       | Espanha | Andalucía-Cajasur | 8      |

|   | Corredor           | País           | Equipa           | Pontos |
| - | ------------------ | -------------- | ---------------- | ------ |
| 1 | Alejandro Valverde | Espanha        | Caisse d'Epargne | 5      |
| 2 | Denis Menchov      | Rússia         | Rabobank         | 5      |
| 3 | Alberto Contador   | Espanha        | Astana Pro Team  | 5      |
| 4 | Levi Leipheimer    | Estados Unidos | Astana Pro Team  | 5      |
| 5 | Juan José Cobo     | Espanha        | Fuji-Servetto    | 5      |

#### Classificação por equipas
|   | Equipa            | Tempo            |
| - | ----------------- | ---------------- |
| 1 | Rabobank          | 46 h 44 min 45 s |
| 2 | Cervélo TestTeam  | + 4 min 02 s     |
| 3 | Caisse d'Epargne  | + 4 min 03 s     |
| 4 | Astana Pro Team   | + 4 min 56 s     |
| 5 | Andalucia-Cajasur | + 5 min 02 s     |

## Maillots diferenciais sucessivos
| Etapa (Vencedor)                 | Classificação geral | Classificação por pontos | Classificação da montanha | Classificação da combinada | Classificação por equipa |
| -------------------------------- | ------------------- | ------------------------ | ------------------------- | -------------------------- | ------------------------ |
| 0Etapa 1 (Joaquín Sobrino)       | Joaquín Sobrino     | Joaquín Sobrino          | José Antonio López        | Joaquín Sobrino            | Caisse d'Epargne         |
| 0Etapa 2 (CLM) (Levi Leipheimer) | Levi Leipheimer     | Levi Leipheimer          | José Antonio López        | Levi Leipheimer            | Astana Pro Team          |
| 0Etapa 3 (Alejandro Valverde)    | Levi Leipheimer     | Rubén Pérez              | Alejandro Valverde        | Alejandro Valverde         | Astana Pro Team          |
| 0Etapa 4 (Juan José Cobo)        | Levi Leipheimer     | Alejandro Valverde       | Alejandro Valverde        | Denis Menchov              | Rabobank                 |
| 0Etapa 5 (Alejandro Valverde)    | Levi Leipheimer     | Alejandro Valverde       | Alejandro Valverde        | Alejandro Valverde         | Rabobank                 |
| 0Classificações finals           | Levi Leipheimer     | Alejandro Valverde       | Alejandro Valverde        | Alejandro Valverde         | Rabobank                 |